# Marion Poiret
Marion Poiret es una deportista francopolinesia que compitió en judo. Ganó una medalla de bronce en el Campeonato de Oceanía de Judo de 2008, en la categoría abierta.

## Palmarés internacional
| Campeonato de Oceanía | Campeonato de Oceanía        | Campeonato de Oceanía | Campeonato de Oceanía |
| Año                   | Lugar                        | Medalla               | Categoría             |
| --------------------- | ---------------------------- | --------------------- | --------------------- |
| 2008                  | Christchurch (Nueva Zelanda) | Medalla de bronce     | Abierta               |